# Abu al-Matamir
Abu al-Matamir (arab. أبو المطامير) – miasto w Egipcie, w muhafazie Al-Buhajra. W 2006 roku liczyło 44 415 mieszkańców.